# Politiske valg i Danmark
Politiske valg i Danmark giver information om valg og deres resultater Danmark. 
I Danmark vælges en lovgivende forsamling på nationalt niveau. Folketinget har 179 medlemmer som vælges til maksimalt en 4-årig periode. 135 af dem er valgt ved direkte proportionel repræsentation i 10 valgkredse (kredsmandater), mens de resterende 40 fordeles forholdsmæssigt i forhold til partiernes samlede stemmetal (tillægsmandater). Færøerne og Grønland vælger 2 medlemmer hver ved direkte valg.
Danmark har et flerpartisystem, hvor der er to eller tre politiske partier og ofte et mindre parti med valgmæssig succes, som får indflydelse.
Derudover er der hvert 4. år kommunal- og regionsrådsvalg. De finder sted den tredje tirsdag i november. Seneste var i 2021. Det næste er i 2025.
Og da Danmark er medlem af EU, er der også Europa-Parlamentsvalg hvert 5. år. Det seneste var i 2019. Det næste er i 2024.

## Valgresultater
Seneste folketingsvalg var i 2022. For tidligere valg se listen på Folketingsvalg.
Seneste kommunal- og regionsrådsvalg var i 2021. For tidligere valg se Kommunalvalg.
Seneste Europa-Parlamentsvalg var i 2024.

## Eksterne links
- Lov om valg til Folketinget
- Lov om kommunale og regionale valg